# 柳溪乡 (旺苍县)
柳溪乡，是中华人民共和国四川省广元市旺苍县曾经下辖的一个乡。2020年5月，撤销柳溪乡，将原柳溪乡梨花村、前进村和黄洋镇通溪村所属行政区域划归东河镇管辖，原柳溪乡上游村、光荣村、荣华村、狮坪村所属行政区域划归张华镇管辖。将原柳溪乡蟠龙村所属行政区域划归黄洋镇管辖。

## 行政区划
柳溪乡撤销前下辖以下地区：
狮坪村、上游村、蟠龙村、光荣村、梨花村、荣华村和前进村。